# Open 13 2002
L'Open 13 2002 è stato un torneo di tennis giocato sul cemento indoor.
È stata la 10ª edizione dell'Open 13,che fa parte della categoria International Series nell'ambito dell'ATP Tour 2002.
Si è giocato al Palais des Sports di Marsiglia in Francia,
dall'11 febbraio 18 febbraio 2002.

## Campioni

### Singolare
Thomas Enqvist ha battuto in finale  Nicolas Escudé con il punteggio di 6–7 (4–7), 6–3, 6–1

### Doppio
Arnaud Clément /  Nicolas Escudé hanno battuto in finale  Julien Boutter /  Maks Mirny con il punteggio di 6–4, 6–3